# 三井精一
三井 精一（みつい せいいち、1942年（昭和17年）7月11日 - ）は、日本の銀行家、実業家。仙台銀行相談役。カメイ社外取締役。 

## 来歴・人物
宮城県出身。宮城県仙台第二高等学校、東北学院大学文経学部経済学科卒業後、当時の振興相互銀行に入行。
枢要店での勤務を担うなど、営業の第一線を歩んだ。
在任が約8年に及んだ、日下睦男の後任として末席常務より抜擢され、2001年頭取に就任する。
頭取在任時にはきらやか銀行との経営統合に手腕を発揮したほか、東日本大震災後もいち早く公的資金の注入を受け入れた上、勘定系システムのリプレースも完了させるなど、業績回復の道筋を付け、2013年6月、じもとHD会長・仙銀頭取を退任。仙銀の代表権のない会長を経て、2014年6月、相談役に退いた。
その後、東北電力グループのユアテックやカメイの社外取締役となっている。また宮城学院女子大学の後援会長も務めた。

## 略歴
- 宮城県仙台第二高等学校卒業
- 1966年（昭和41年） - 東北学院大学文経学部経済学科卒業後、振興相互銀行（1989年仙台銀行に改称）入行
  - 以降、中央通、登米、苦竹、石巻各支店長、本店営業部次長兼融資課長等を歴任する
- 1997年（平成9年） - 取締役本店営業部長委嘱
- 2001年（平成13年）
  - 1月 - 常務取締役推進部長委嘱
  - 6月 - 代表取締役頭取
- 2012年（平成24年）10月1日 - じもとホールディングス代表取締役会長
- 2013年（平成25年）- 仙台銀行取締役会長
- 2014年（平成26年）- 同相談役（非常勤）
- 2015年（平成27年）6月 -ユアテック社外取締役（2024年6月退任）
- 2019年（令和元年）6月 - カメイ社外取締役[5]